# 20e étape du Tour d'Espagne 2016
La 20e étape du Tour d'Espagne 2016 s'est déroulée le samedi 10 septembre 2016, entre Benidorm et Sierra de Aitana.

## Résultats

### Classement de l'étape
| \| Classement de l'étape \| Classement de l'étape \| Classement de l'étape \| Classement de l'étape \| Classement de l'étape \| \| Coureur \| Coureur \| Pays \| Équipe \| Temps \| \| --------------------- \| --------------------- \| --------------------- \| --------------------- \| --------------------- \| \| 1er \| Pierre Latour \| France \| AG2R La Mondiale \| 5 h 19 min 41 s \| \| 2e \| Darwin Atapuma \| Colombie \| BMC Racing Team \| + 2 s \| \| 3e \| Fabio Felline \| Italie \| Trek-Segafredo \| + 17 s \| |                |          |                  |                 |
| |                |          |                  |                 |
| Source : ProCyclingStats |                |          |                  |                 |
| Classement de l'étape |                |          |                  |                 |
| Coureur | Coureur        | Pays     | Équipe           | Temps           |
| 1er | Pierre Latour  | France   | AG2R La Mondiale | 5 h 19 min 41 s |
| 2e | Darwin Atapuma | Colombie | BMC Racing Team  | + 2 s           |
| 3e | Fabio Felline  | Italie   | Trek-Segafredo   | + 17 s          |

### Classement général
| \| Classement général \| Classement général \| Classement général \| Classement général \| Classement général \| \| Coureur \| Coureur \| Pays \| Équipe \| Temps \| \| ------------------ \| ------------------ \| ------------------ \| ------------------ \| ------------------ \| \| 1er \| Nairo Quintana \| Colombie \| Movistar Team \| 80 h 42 min 36 s \| \| 2e \| Christopher Froome \| Royaume-Uni \| Team Sky \| + 1 min 23 s \| \| 3e \| Esteban Chaves \| Colombie \| Orica-BikeExchange \| + 4 min 08 s \| |                    |             |                    |                  |
| |                    |             |                    |                  |
| Source : ProCyclingStats |                    |             |                    |                  |
| Classement général |                    |             |                    |                  |
| Coureur | Coureur            | Pays        | Équipe             | Temps            |
| 1er | Nairo Quintana     | Colombie    | Movistar Team      | 80 h 42 min 36 s |
| 2e | Christopher Froome | Royaume-Uni | Team Sky           | + 1 min 23 s     |
| 3e | Esteban Chaves     | Colombie    | Orica-BikeExchange | + 4 min 08 s     |